# Südafrikanische Frauen-Cricket-Nationalmannschaft in den West Indies in der Saison 2025
Die Tour der südafrikanischen Frauen-Cricket-Nationalmannschaft auf die West Indies in der Saison 2025 fand vom 11. bis zum 23. Juni 2025 statt. Die internationale Cricket-Tour war Bestandteil der Internationalen Cricket-Saison 2025 und umfasste drei WODIs und drei WTwenty20. Südafrika gewann die WODI-Serie mit 2−1, während die West Indies die WTwenty20-Serie mit 2−1 gewannen.

## Vorgeschichte
Die West Indies spielten zuvor eine Tour in England, für Südafrika war es die erste Tour in der Saison. Das letzte Aufeinandertreffen der beiden Mannschaften bei einer Tour fand in der Saison 2022/23 in Südafrika statt.

## Stadion
Das folgende Stadion wurden für das Turnier ausgewählt.
| Stadt      | Land     | Stadion       | Kapazität | Spiele                     |
| ---------- | -------- | ------------- | --------- | -------------------------- |
| Bridgetown | Barbados | Three Ws Oval | 02.000    | 1. – 3. WODI; 1. – 3. WT20 |

## Kaderlisten
Südafrika benannte ihre Kader am 26. Mai 2025.
| WODI | WODI | WTwenty20 | WTwenty20 |
| West Indies | Südafrika | West Indies | Südafrika |
| --- | --- | --- | --- |
| - Hayley Matthews (K) - Shemaine Campbelle (VK, wk) - Aaliyah Alleyne - Jahzara Claxton - Afy Fletcher - Shabika Gajnabi - Jannillea Glasgow - Realeanna Grimmond - Chinelle Henry - Zaida James - Qiana Joseph - Mandy Mangru (wk) - Ashmini Munisar - Karishma Ramharack - Stafanie Taylor | - Laura Wolvaardt (K) - Tazmin Brits - Nadine de Klerk - Annerie Dercksen - Ayanda Hlubi - Sinalo Jafta (wk) - Marizanne Kapp - Ayabonga Khaka - Masabata Klaas - Suné Luus - Karabo Meso (wk) - Nonkululeko Mlaba - Tumi Sekhukhune - Nondumiso Shangase - Miané Smit - Chloe Tryon | - Hayley Matthews (K) - Shemaine Campbelle (VK, wk) - Aaliyah Alleyne - Jahzara Claxton - Afy Fletcher - Shabika Gajnabi - Jannillea Glasgow - Realeanna Grimmond - Shawnisha Hector - Chinelle Henry - Zaida James - Qiana Joseph - Mandy Mangru (wk) - Ashmini Munisar - Karishma Ramharack - Stafanie Taylor | - Laura Wolvaardt (K) - Tazmin Brits - Nadine de Klerk - Annerie Dercksen - Ayanda Hlubi - Sinalo Jafta (wk) - Marizanne Kapp - Ayabonga Khaka - Masabata Klaas - Suné Luus - Karabo Meso (wk) - Nonkululeko Mlaba - Tumi Sekhukhune - Nondumiso Shangase - Miané Smit - Chloe Tryon |

## Women’s One-Day Internationals

### Erstes WODI in Bridgetown
| 11. Juni Scorecard | Bridgetown | Südafrika 232-9 (50)                           | – | West Indies 180-6 (32/34) |
|                    |            | West Indies gewinnt mit 4 Wickets (D/L method) |   |                           |

Die West Indies gewannen den Münzwurf und entschieden sich als Feldmannschaft zu beginnen. Als Spielerin des Spiels wurde Qiana Joseph ausgezeichnet.

### Zweites WODI in Bridgetown
| 14. Juni Scorecard | Bridgetown | Südafrika 309-9 (50)          | – | West Indies 269 (50) |
|                    |            | Südafrika gewinnt mit 40 Runs |   |                      |

Die West Indies gewannen den Münzwurf und entschieden sich als Feldmannschaft zu beginnen. Als Spielerin des Spiels wurde Suné Luus ausgezeichnet.

### Drittes WODI in Bridgetown
| 17. Juni Scorecard | Bridgetown | Südafrika 278-6 (45.5/45.5)                 | – | West Indies 121 (27.5/39) |
|                    |            | Südafrika gewinnt mit 166 Runs (D/L method) |   |                           |

Die West Indies gewannen den Münzwurf und entschieden sich als Feldmannschaft zu beginnen. Als Spielerin des Spiels wurde Tazmin Brits ausgezeichnet.

## Women’s Twenty20 International

### Erstes WTwenty20 in Bridgetown
| 20. Juni Scorecard | Bridgetown | Südafrika 183-6 (20)          | – | West Indies 133-6 (20) |
|                    |            | Südafrika gewinnt mit 50 Runs |   |                        |

Die West Indies gewannen den Münzwurf und entschieden sich als Feldmannschaft zu beginnen. Als Spielerin des Spiels wurde Tazmin Brits ausgezeichnet.

### Zweites WTwenty20 in Bridgetown
| 22. Juni Scorecard | Bridgetown | Südafrika 113-6 (20)              | – | West Indies 116-4 (19.2) |
|                    |            | West Indies gewinnt mit 6 Wickets |   |                          |

Die West Indies gewannen den Münzwurf und entschieden sich als Feldmannschaft zu beginnen. Als Spielerin des Spiels wurde Hayley Matthews ausgezeichnet.

### Drittes WTwenty20 in Bridgetown
| 23. Juni Scorecard | Bridgetown | Südafrika 147-6 (20)              | – | West Indies 148-4 (20) |
|                    |            | West Indies gewinnt mit 6 Wickets |   |                        |

Südafrika gewann den Münzwurf und entschied sich als Feldmannschaft zu beginnen. Als Spielerin des Spiels wurde Hayley Matthews ausgezeichnet.

## Auszeichnungen

### Player of the Series
Als Player of the Series wurden der folgende Spielerinnen ausgezeichnet.
| Serie | Player of the Series |
| ----- | -------------------- |
| WODI  | Tazmin Brits         |
| WT20  | Hayley Matthews      |

### Player of the Match
Als Player of the Match wurden die folgenden Spielerinnen ausgezeichnet.
| Spiel   | Player of the Match |
| ------- | ------------------- |
| 1. WODI | Qiana Joseph        |
| 2. WODI | Suné Luus           |
| 3. WODI | Tazmin Brits        |
| 1. WT20 | Tazmin Brits        |
| 2. WT20 | Hayley Matthews     |
| 3. WT20 | Hayley Matthews     |